# 시노사우로스파르기스

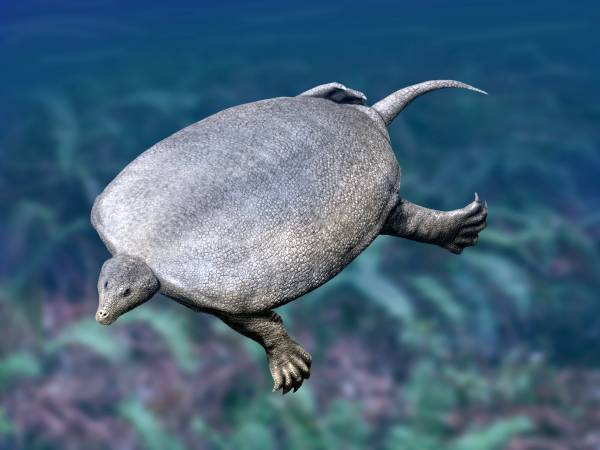

시노사우로스파르기스(학명:Sinosaurosphargis yunguiensis)는 기룡목 사우로스파르고스과에 속하는 기룡이다. 지금은 멸종된 종으로서 전체적인 몸길이가 2~4m인 기룡에서는 중형급의 몸집을 가진 종이 된다.

## 특징
시노사우로스파르기스는 중국 남서부 윈난성과 구이저우 성의 중간 트라이아스기(아니스 시대) 관링 형성으로부터 알려진 기저 해양 사우로스파르기드의 멸종된 속이다. 단일종인 시노사우로스파르기스 융기엔시스(Sinosaurosphargis yonguiensis)를 포함하고 있다. 사우로스파르기스는 여러 개인들로부터 알려져 있는데 이 모든 것은 약 2억 4천 3백만년 전 초기 미들 트라이아기의 아니시아누스기 최신무대의 펠소니아 지부까지 거슬러 올라간다.홀로타입 IVPP V 17040과 파라타입 IVPP V 16076은 베이징의 척추동물 고생물학 및 고인류학 연구소에 소장되어 있으며 거의 완전한 관절형 골격과 두개골, 그리고 골격과 위 늑골 파편이 각각 있는 등뼈, 늑골, 늑골, 위 늑골 파편을 포함하는 부분 탈골 후골 골격 골격을 나타낸다. ZMNH M 8797은 항저우의 저장 자연사 박물관에 소장되어 있는 매우 잘 보존된 오른쪽 앞다리를 보여주는 불완전한 두개골이며 원래의 설명에서도 사우로스파르기스를 언급하였다. 홀로타입과 ZMNH M 8797은 윈난 성 뤄핑 현 양마자이에서 채취되었으며 파라타입은 구이저우 성 판 현 양젠에서 채취되었다. 추가 비분류 LPV 시료도 S. 융기엔시스(S. Yunguiensis)이 표본들은 모두 2007년에 루오핑 비오타라는 해양 생물의 다양한 기록을 가진 지질 지도 프로젝트에서 발견된 라거스테트에서 나온 것으로 시노사우로스파르기스 외에도 다양한 무척추동물, 물고기, 기저 어룡, 아토포덴타투스, 기저 용해사우루스, 라르고세팔로사우루스, 그리고 몇 종의 어소프로테리아에서 산출되었다. 파키플루로사우루스와 노토사우루스 두 마리 모두 포함된다. 시노사우로스파르기스는 2011년에 천리, 올리비에 리펠, 샤오춘우, 리쥔 자오, 리팅 왕에 의해 처음 설명되고 이름이 붙여졌으며 종류는 시노사우로스파르기스 융위엔시스(Sinosaurosphargis Yonguiensis)이다. 총칭은 시노사우프로테릭스의 패턴에 따라 '중국'이라는 뜻의 그리스 시노사우로스, '마법사'라는 뜻의 사우로사우로스파르기스, 가죽백거북의 옛 속명인 스파르기스에서 유래되었다.(시노사우로스파르기스는 홀형식이 없어져 미스터리로 여겨지는 많은 유사성을 언급한다.) 사우로스파르기스의 이름처럼 그것은 또한 시노사우로스파르기스의 등뼈 골격인 "몸의 갑옷"과 닫힌 가슴 늑골 바구니를 이루는 넓어진 갈비뼈를 가리킨다. 이는 거북이와 다른 파충류들 사이에서 전이된 것으로 보이는 특성이다. 구체적인 이름은 화석이 발견된 이웃의 윈난성과 구이저우 성의 이름에서 따왔다. 시노사우로스파르기스는 기초 해양 파충류로 폴란드 남서부와 네덜란드 동부의 로어 무셸칼크 출신의 사우로스파르기와 밀접한 관련이 있다. 시노사우로스파르기스는 수축된 외부 콧구멍을 가지고 있으며 닫힌 상측두측두측두측두엽과 통풍으로 벌어진 볼이 보인다. 그것의 몸통 부위는 짧고 둥글며 목과 네 개의 팔다리의 근위부처럼 작은 골격으로 구성된 방패로 덮여 있다. 등 척추뼈는 길쭉하고 멀리 확장된 횡방향 돌출부를 보여준다. 가슴 갈비뼈는 넓적하고 평평하며 길이를 따라 서로 접촉하며 닫힌 가슴 갈비뼈 바구니를 형성한다. 리 외 연구진(2014년)은 이러한 특성들 중 일부는 모든 사우로스파르기와 공유되는 반면 다른 것들은 사우로스파르기와 시노사우로스파르기가 독점적이라는 것을 발견했다. 이 세대는 라르고세팔로사우루스와 같은 염기성 용각류보다 더 넓고 평평한 늑골 바구니를 가지고 있으며 또한 등 척추뼈와 가슴 늑골 근위부의 횡방향 투영도 그들 사이의 간격보다 훨씬 넓다. 이빨은 양턱에 총 15~25개의 세렝된 이빨을 가지고 있다. 먹이로는 당대에 서식했던 물고기, 두족류, 갑각류 등을 주로 잡아먹고 살았을 육식성의 포식자로 추정되는 종이다.

## 생존시기와 서식지와 화석의 발견
시노사우로스파르기스가 생존했던 시기는 중생대의 트라이아스기 초기로서 지금으로부터 2억 4500만년전~2억 2000만년전에 생존했었던 종이다. 생존했었던 시기에는 중국을 포함하는 동남아시아의 근해가 되는 서부 태평양과 인도양에서 주로 서식했었던 기룡이다. 화석의 발견은 2007년에 중국의 트라이아스기에 형성된 지층에서 중국의 고생물학자들에 의하여 처음으로 발견되었으며 이후안 2011년에 새로이 등재되어 학계에 명명된 종이다.

## 같이 보기
- 파충류
- 중생대
- 트라이아스기
- 기룡
- 화석